# Костино (Вашкинский район)
Костино — деревня в Вашкинском районе Вологодской области.
Входит в состав Пореченского сельского поселения, с точки зрения административно-территориального деления — в Пореченский сельсовет.
Расстояние по автодороге до районного центра Липина Бора — 59 км, до центра муниципального образования посёлка Бонга — 8 км. Ближайшие населённые пункты — Левино, Подгорная, Харбово.
По переписи 2002 года население — 1 человек.